# Bic Cristal

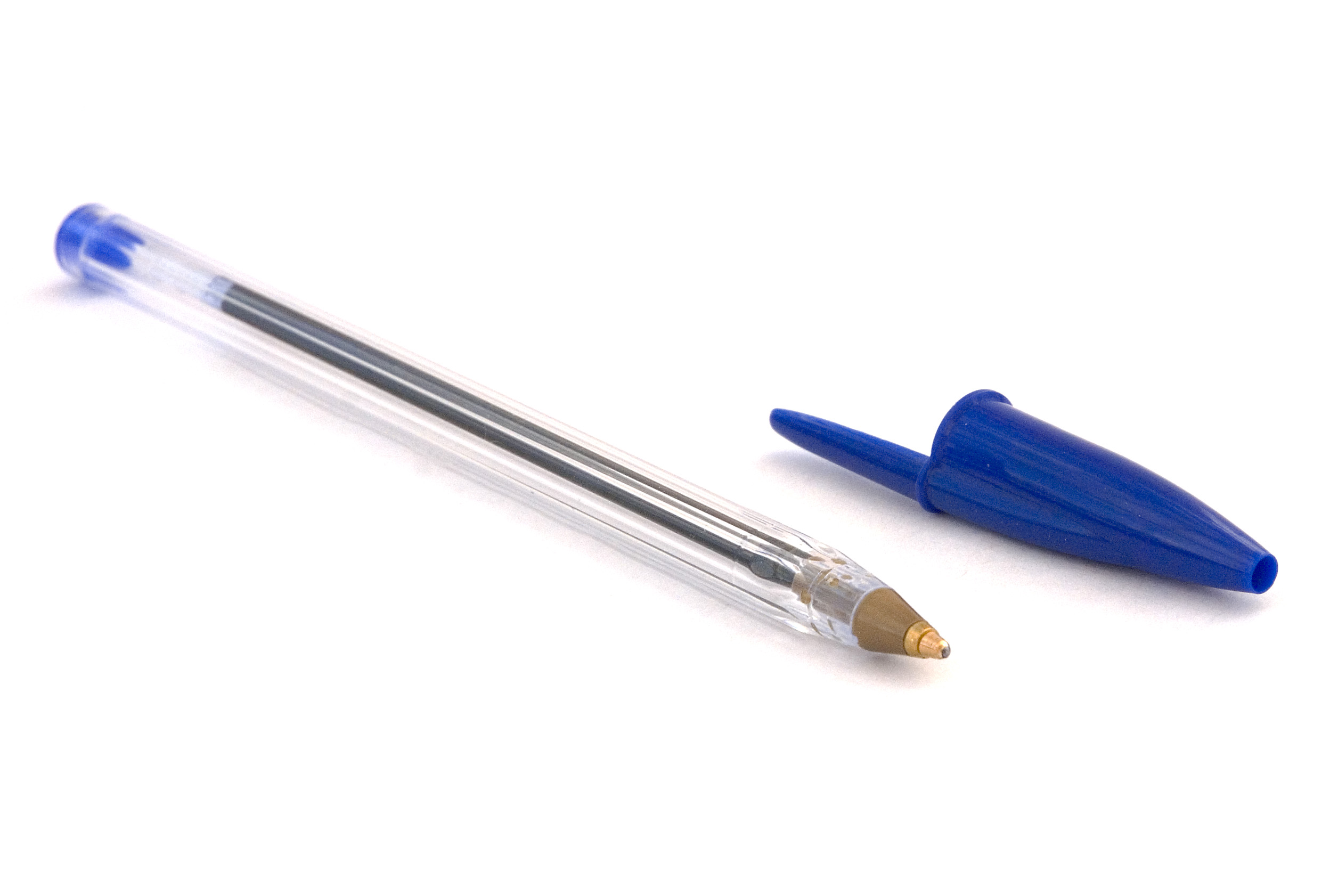
Een blauwe Bic Cristal

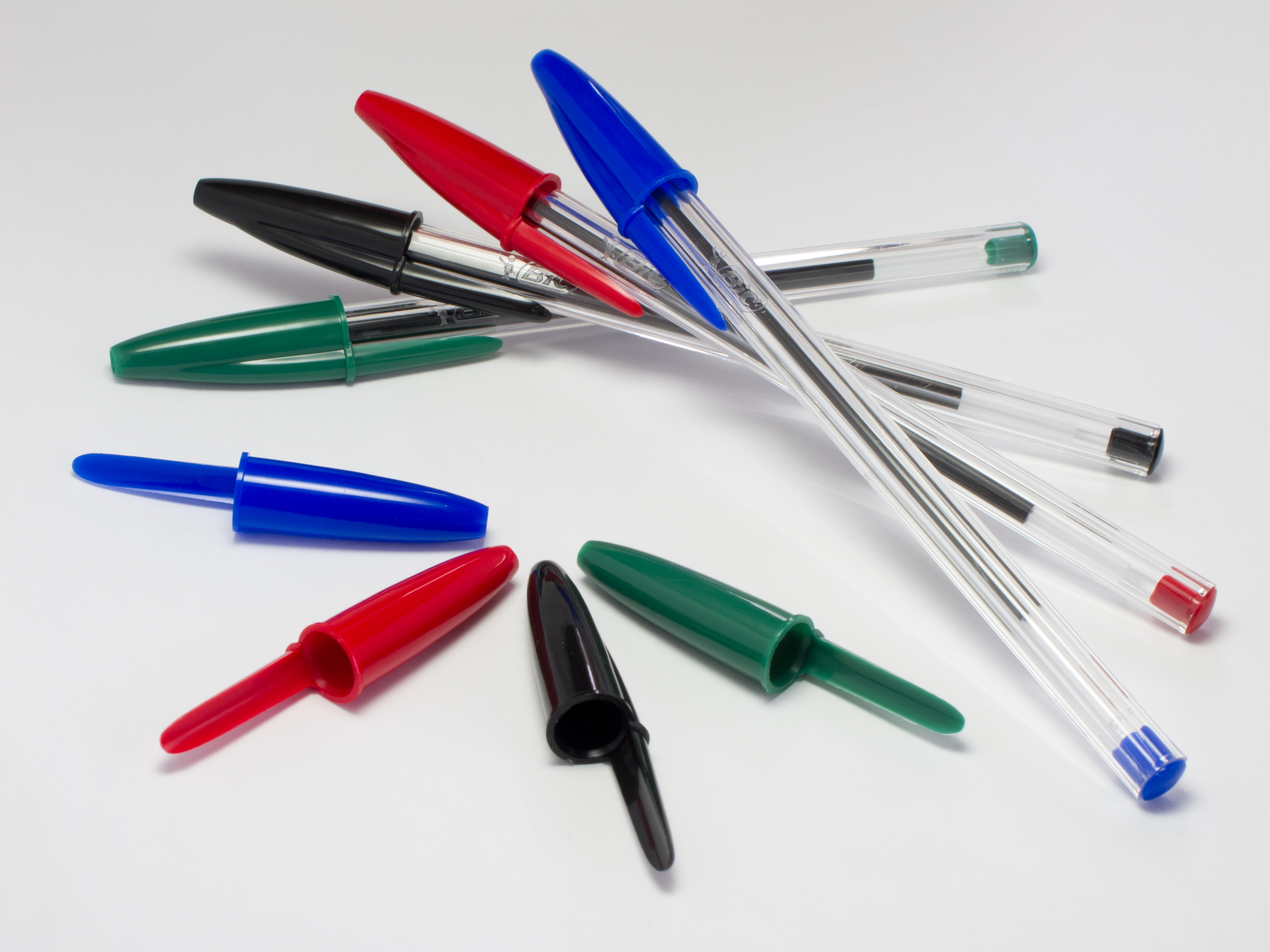
Vier Bic Cristal-pennen

De Bic Cristal-pen is een goedkope kogelpen, die in massa geproduceerd en verkocht wordt door Société Bic in Clichy, Hauts-de-Seine, Frankrijk.

## Achtergrond
In 1945 na de Tweede Wereldoorlog stichtten Marcel Bich en Edouard Buffard de Société PPA in Clichy, een voorstad ten noorden van Parijs. Tijdens de oorlog had Bich in Argentinië een kogelpen gezien geproduceerd door László Bíró. Tussen 1949 en 1950 werd de Bic Cristal ontworpen door het ontwerpteam van Société PPA (later Société Bic). Bich investeerde in Zwitserse technologie om metaal te snijden en te vormen tot op 0,01 millimeter. Hiermee kon hij een stalen bolletje maken met een diameter van een millimeter, waardoor de inkt vrij kon vloeien. Na vele pogingen vond Bich een inkt met de juiste viscositeit, die niet lekte of verstopte. Hij lanceerde de Cristal in 1950 onder licentie van Bíró.
Bich investeerde sterk in reclame met behulp van afficheontwerper Raymond Savignac. In 1953 kreeg Bich van reclameverantwoordelijke Pierre Guichenné het advies zijn naam af te korten tot Bic als merknaam voor de pen. In de jaren 1950 en 1960 hielp de Bic Cristal mee de wereldwijde markt te laten verschuiven van vulpennen naar vooral kogelpennen.
In 1959 bracht Bich de pen op de Amerikaanse markt. Al snel verkocht men de pen voor 19 cent, met de slogan "writes first time, every time." In 1965 gaf het Franse ministerie van Onderwijs toestemming de pen ook in de klas te gebruiken.
De Bic Cristal is de bestverkopende pen ter wereld: in september 2006 werd de 100 miljardste pen verkocht.

## Ontwerp
Het ontwerp van de Bic Cristal is opgenomen in de permanente verzameling van het Museum of Modern Art in New York. De zeskantige vorm werd overgenomen van het houten potlood en zorgt voor een minimale hoeveelheid plastic met toch voldoende sterkte en drie grijpvlakken waardoor de schrijfstabiliteit hoog is. Door de doorschijnende houder van polystyreen kan de gebruiker het inktniveau zien. Een klein gaatje in de houder zorgt voor een gelijke druk aan binnen- en buitenkant van de pen. De dikke inkt vloeit omlaag door de zwaartekracht naar het bolletje dat vrij draait in een messing/nikkel verzilverde tip. In 1961 werd het stalen bolletje vervangen door het hardere wolfraamcarbide. Sinds 1991 wordt het dopje van polypropeen voorzien van een klein gaatje om het risico op verstikking te verminderen bij het inslikken.
Er zijn minimale verschillen in de Bic Cristal-pennen die in Europa worden verkocht. De Bic Cristal-pennen die in pouches van vijf of tien stuks worden verkocht hebben een langere dop en een cilindervormig uiteinde aan de bovenkant van de pen. Op de houder is in het wit de tekst 'Bic médium' gedrukt. Dit in tegenstelling tot de Bic Cristal-pennen die worden verkocht in dozen van 50 stuks. Deze hebben een kortere dop. De schrijfpunt en het inktpatroon zijn uitneembaar. Het uiteinde aan de bovenzijde van de pen is doorlopend zeshoekig. Op de houder is het Bic-logo gegraveerd in reliëf.